# 갈프슈타트
갈프슈타트(러시아어: Гальбштадт, 독일어: Halbstadt 할프슈타트[*])는 러시아 알타이 지방에 위치한 마을이자, 네메츠키 나치오날니 군의 중심지이다. 바르나울에서 서쪽으로 430km 떨어져 있다. 현재 인구는 1,645명이다.
1908년에 이 마을이 생겨났다. 1938년에 네메츠키 나치오날니 군은 해체되었으나 1991년에 다시 재건되면서 이곳은 네크라소보(Некрасово)라고 불리게 되었다. 갈프슈타트는 바르나울과 다른 지역의 도시를 연결한다. 슬라브고로드 - 카멘나오비를 연결하는 지점에 위치해 있다.